# هاهو
هاهو شهری در شهرستان باگاسی در استان باله در بورکینافاسوی جنوبی است و جمعیت آن ۳۴۲ نفر است.